# بور أميري (مقاطعة فارياب)
بور أميري (بالإنجليزية: Mowtowr Pamp-e Ashayiri Pur Amiri)‏ هي مستوطنة تقع في كرمان في إيران. يقدر عدد سكانها بـ 119 نسمة .